# 트르피미르 2세
트르피미르 2세(크로아티아어: Trpimir II, 생년 미상 ~ 935년)는 크로아티아의 국왕(재위: 928년 ~ 935년)이다. 트르피미로비치 왕조(Trpimirović) 출신이다.

## 생애
문치미르(Muncimir) 공작의 아들이자 토미슬라브(Tomislav) 국왕의 남동생으로 추정된다. 928년 토미슬라브의 뒤를 이어 크로아티아의 국왕으로 즉위했다.
불가리아 제1제국의 시메온 1세 국왕이 사망한 이후에 비잔티움 제국은 크로아티아와의 동맹 관계를 단절하게 된다. 비잔티움 제국은 달마티아에 대한 크로아티아의 패권이 무효임을 선언했지만 크로아티아에 대한 비잔티움 제국의 정책은 바뀌지 않았다.
비잔티움 제국의 콘스탄티노스 7세 황제가 집필한 외교 서적인 저서인 《제국의 경영》(De Administrando Imperio)에 따르면 크로아티아는 트르피미르 2세 시대에 아드리아해를 오가는 상인들의 무역의 거점으로 여겨졌다고 한다. 크로아티아의 왕위는 크레시미르 1세(Krešimir I)가 승계받았다.
| 전임 토미슬라브 | 크로아티아의 국왕 928년 ~ 935년 | 후임 크레시미르 1세 |